# Fredrik Praesto
Per Erik Fredrik Praesto, född 5 december 1964, är en svensk hypnotisör och före detta illusionist. Han är  NLP Trainer för Society of NLP, General Master Trainer för International Hypnotists Guild (IHG), licensierad mental tränare för Skandinaviska Ledarhögskolan, styrelseledamot i och medgrundare av trossamfundet Service of Placebo och håller kurser i hypnos, coachning och NLP. 